# Зюзелка (река, впадает в Иткуль)
Зюзелка — река в России, протекает по Челябинской области. Берёт начало на границе со Свердловской областью, впадает в озеро Иткуль. Длина реки составляет 11 км.

## Происхождение названия
Единой версии происхождения названия нет. В документах встречались варианты Узелга и Изизелга. Исследователь уральской топонимики А. К. Матвеев считает, что название составлено из двух башкирских слов: «елга» со значением «река» и «уз» со значением «свой», «собственный», «родной», «близкий». По другой версии, первая половина происходит от слова «узен» с тем же значением «река».

## Данные водного реестра
По данным государственного водного реестра России относится к Иртышскому бассейновому округу, водохозяйственный участок реки — Исеть от города Екатеринбург до впадения реки Теча, речной подбассейн реки — Тобол. Речной бассейн реки — Иртыш.
Код объекта в государственном водном реестре — 14010500612111200002973.